# Gracilornis jiufotangensis
Gracilornis jiufotangensis (Грацілорніс) — вид викопних енанціорносових птахів. Вид існував у ранній крейді, 110 млн років тому (Аптський ярус). Скам'янілі рештки знайдені у пластах формування Jiufotang поблизу міста Чаоян у провінції Ляонін, Китай. Вони складаються з черепа та посткраніального скелету. Родова назва Gracilornis складається з двох латинських слів — gracilis та ornis та означає "стрункий птах". Видова назва походить з типової місцевості.